# CI Games
CI Games S.A. (ранее City Interactive S.A.) — польское акционерное общество, занимающиеся изданием и разработкой компьютерных игр для многих игровых платформ. Главное подразделение CI Games расположено в Варшаве. Компания была основана в 2002 году в результате объединения двух других компаний. На данный момент CI Games продолжает открывать подразделения в других странах и заниматься дистрибуцией и разработкой игр.

## История
В 2002 году компании Lemon Interactive, Tatanka и We Open Eyes, которые специализировались на разработке компьютерных игр, объединились, создав в результате новую компанию под названием «City Interactive».
В начале 2007 года компания изменила статус из общества с ограниченной ответственностью на акционерное общество.
В ноябре 2007 года компания дебютировала на Варшавской фондовой бирже.
8 мая 2009 года компания сообщила о принятии решения относительно открытия филиала в городе Познань. Данный филиал занимается разработкой графики для компьютерных игр.
12 мая 2009 года было объявлено о участии компании в игровой выставке Electronic Entertainment Expo 2009. На данной выставке от City Interactive были показаны такие игры: Chronicles of Mystery: Course of the Ancient Temple, Chronicles of Mystery: The Tree of Life, Code of Honor 3: Desperate Measures, Party Designer, Redneck Chicken Riot.
15 мая 2009 года City Interactive подписала соглашение с компанией MindHabits, которое дало ей право на распространение игры MindTraining: Think Positive для ПК.
В июне 2010 года на игровой выставке Electronic Entertainment Expo 2010 компания показала такие игры, как Sniper: Ghost Warrior, The Great Battles of WWII, Crime Lab: Body of Evidence, Farm Frenzy Animal Country, Jewels of the Tropical, Lost Island, Logic Machines.

## Технологии в собственных играх
В 2006 году компания приобрела лицензию на использование игрового движка Chrome Engine в играх собственной разработки. Было выпущено несколько шутеров от первого лица, которые имели малый коммерческий и критический успех. Затем, в 2008 году, City Interactive купила права на использования движка Lithtech Jupiter Extended, который используется в её многих играх до настоящего времени.
28 октября 2010 года было официально объявлено о приобретении компанией City Interactive лицензии на игровой движок CryEngine 3 разработки Crytek. Лицензия предполагала использование движка в игре Sniper: Ghost Warrior 2.

## Игры компании

### Разработанные
| Название                                 | Дата релиза |
| ---------------------------------------- | ----------- |
| Demolition Champions                     | 2003        |
| Terrorist Takedown                       | 2004        |
| Battlestrike: The Siege                  | 2005        |
| Battlestrike: The Road To Berlin         | 2005        |
| Terrorist Takedown: Covert Operations    | 2006        |
| Terrorist Takedown: War in Columbia      | 2006        |
| Terrorist Takedown: Payback              | 2007        |
| Code of Honor: The French Foreign Legion | 2007        |
| Terrorist Takedown 2: US Navy Seals      | 2007        |
| Code of Honor 2: Conspiracy Island       | 2008        |
| Sniper: Art of Victory                   | 2008        |
| SAS: Secure Tomorrow                     | 2008        |
| Battlestrike: Force Of Resistance        | 2008        |
| Operation Thunderstorm                   | 2008        |
| The Royal Marines Commando               | 2008        |
| Battlestrike: Shadow Of Stalingrad       | 2009        |
| Code of Honor 3: Desperate Measures      | 2009        |
| Terrorist Takedown 3                     | 2010        |
| Wolfschanze 2                            | 2010        |
| Alcatraz                                 | 2010        |
| Combat Zone Special Forces               | 2010        |
| Sniper: Ghost Warrior                    | 2010        |
| Sniper: Ghost Warrior 2                  | 2013        |
| Alien Rage                               | 2013        |
| Enemy Front                              | 2014        |
| Lords of the Fallen                      | 2014        |
| Sniper: Ghost Warrior 3                  | 2017        |
| Sniper: Ghost Warrior Contracts          | 2019        |
| Sniper: Ghost Warrior Contracts 2        | 2021        |
| Lords of the Fallen                      | 2023        |